# Kuşadası
 (juillet 2024).
Si vous disposez d'ouvrages ou d'articles de référence ou si vous connaissez des sites web de qualité traitant du thème abordé ici, merci de compléter l'article en donnant les références utiles à sa vérifiabilité et en les liant à la section « Notes et références ».
Kuşadası, prononcer "Kouchadasseu" (mot signifiant « île aux oiseaux » en français) est une ville et un port de Turquie sur la mer Égée, à 96 km au sud d’İzmir, dans la province d’Aydın où s'arrêtent en escale des paquebots du monde entier.
À l'époque ottomane, la ville est aussi connue sous le nom italien de Scalanova (« nouvelle escale ») remontant aux marchands génois qui y firent commerce. Aux époques antique et byzantine, elle s'appelait Néopolis Aphrodisias.
C’est une importante station estivale à proximité des sites d’Éphèse, de la Maison de la Vierge Marie, Pamukkale, Milet, Didymes et Priène.

## Population
| Année | Population |
| ----- | ---------- |
| 1965  | 13 724     |
| 1970  | 15 625     |
| 1975  | 16 019     |
| 1980  | 21 346     |
| 1985  | 29 098     |
| 1990  | 43 636     |
| 2000  | 65 765     |
| 2007  | 73 543     |
| 2008  | 78 793     |
| 2009  | 81 295     |
| 2010  | 84 056     |
| 2011  | 88 464     |
| 212   | 90 652     |
| 2013  | 94 995     |
| 2014  | 101 619    |
| 2015  | 103 849    |
| 2016  | 106 939    |

## Politique et administration

### Liste des maires
| Numéro | Identité          | Période   | Numéro | Identité              | Période      |
| ------ | ----------------- | --------- | ------ | --------------------- | ------------ |
| 1      | Hacı İbrahim Ağa  | 1880      | 2      | Hüseyin Sadık Efendi  | 1891         |
| 3      | Hacı İbrahim Ağa  | 1894      | 4      | Hasan Bey             | 1900         |
| 5      | Hacı İbrahim Ağa  | 1903      | 6      | Ahmet Efendi          | 1909         |
| 7      | Faik Bey          | 1917-1923 | 8      | Hakkı Bey             | 1923-1928    |
| 9      | Sedat Akdoğan     | 1928-1931 | 10     | Sabri Önder           | 1932-1936    |
| 11     | Kasım Yaman       | 1936-1937 | 12     | Mithat Baysal         | 1937-1940    |
| 13     | Mithat Baysal     | 1940-1943 | 14     | Naci Akdoğan          | 1943-1946    |
| 15     | Ali Denizel       | 1946      | 16     | Haşmet Akdoğan        | 1947-1949    |
| 17     | Ahmet Güntürkün   | 1949-1950 | 18     | Hulusi Buyral         | 1950-1954    |
| 19     | Ragıp Özsürücü    | 1954-1958 | 20     | Sabri Mumcu           | 1959-1960    |
| 21     | Selahattin Esat   | 1960-1962 | 22     | Özer Türk             | 1962-1964    |
| 23     | Ahmet Şaban Alkış | 1964-1968 | 24     | Ömer Taylan Sağnak    | 1968-1972    |
| 25     | Mercan Küçükyağcı | 1973-1977 | 26     | Mustafa Lütfi Suyolcu | 1977-1980    |
| 27     | Kemal Yıldır      | 1980-1982 | 28     | Mehmet Işık           | 1982-1984    |
| 29     | Engin Berberoğlu  | 1984-1989 | 30     | Mustafa Lütfi Suyolcu | 1989-1994    |
| 31     | Engin Berberoğlu  | 1994-1999 | 32     | Fuat Akdoğan          | 1999-2004    |
| 33     | Fuat Akdoğan      | 2004-2009 | 34     | Mehmet Esat Altungün  | 2009-2014    |
| 35     | Özer Kayalı       | 2014-2019 | 36     | Ömer Günel            | 2019-présent |

## Tourisme
Kuşadası est une des villes balnéaires les plus touristiques de Turquie. Depuis 1960, le tourisme se développe avec le passage de bateaux de croisière. En effet, la ville est à proximité de lieux de tourisme comme Éphèse, Maison de la Vierge Marie ou d'autres villes balnéaire comme Bodrum. L'été, l'anglais et l'allemand y sont aussi parlés que le turc. La ville possède un des plus importants parcours de golf d'Europe.

Kuşadası
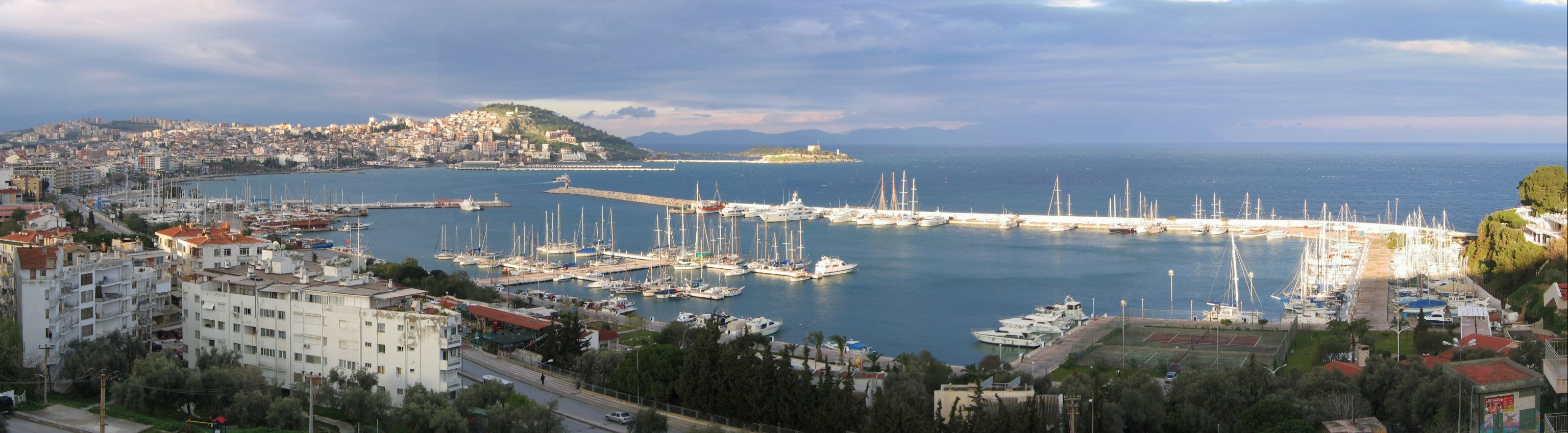
Vue sur la mer Égée
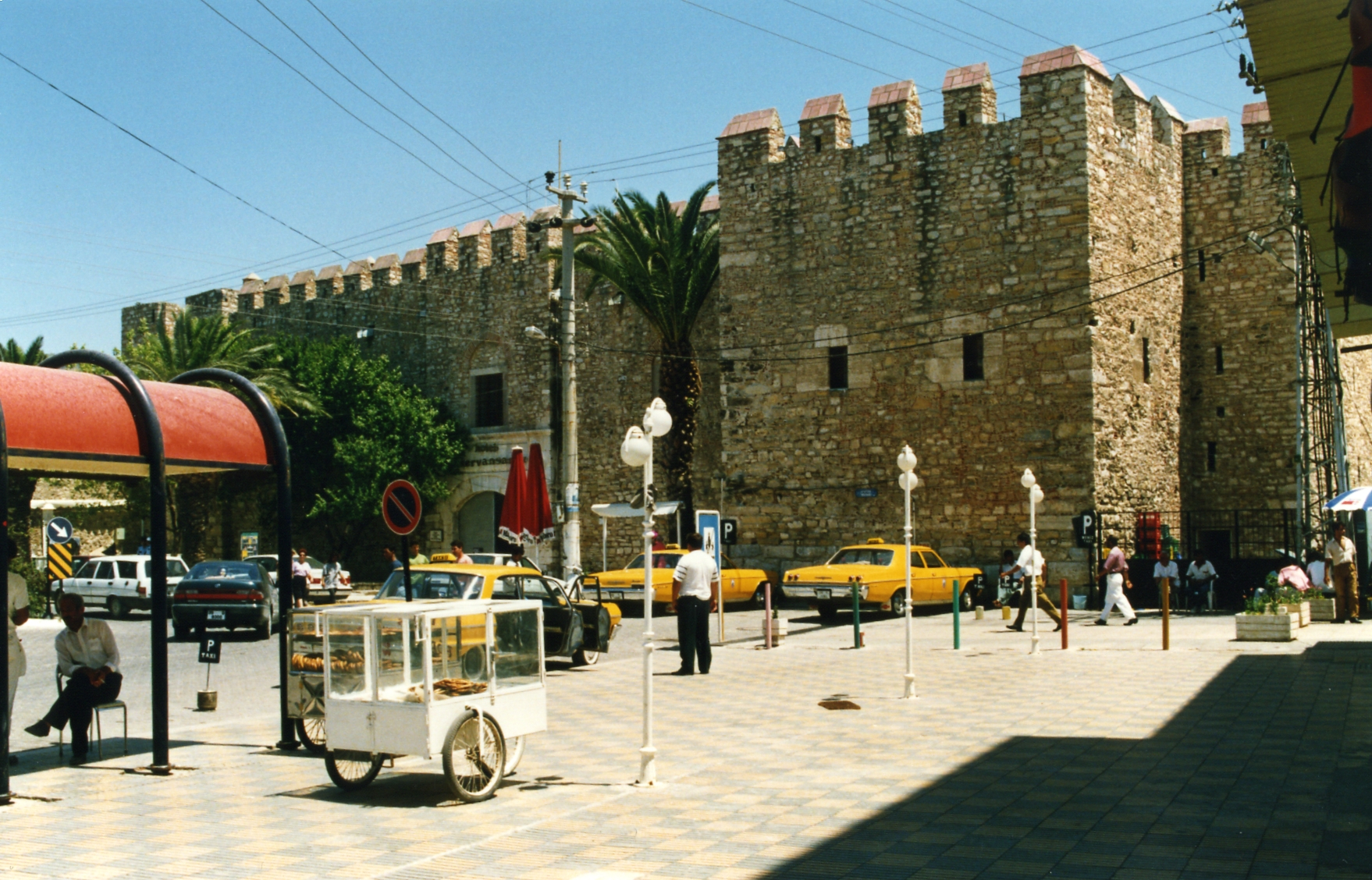
Centre historique
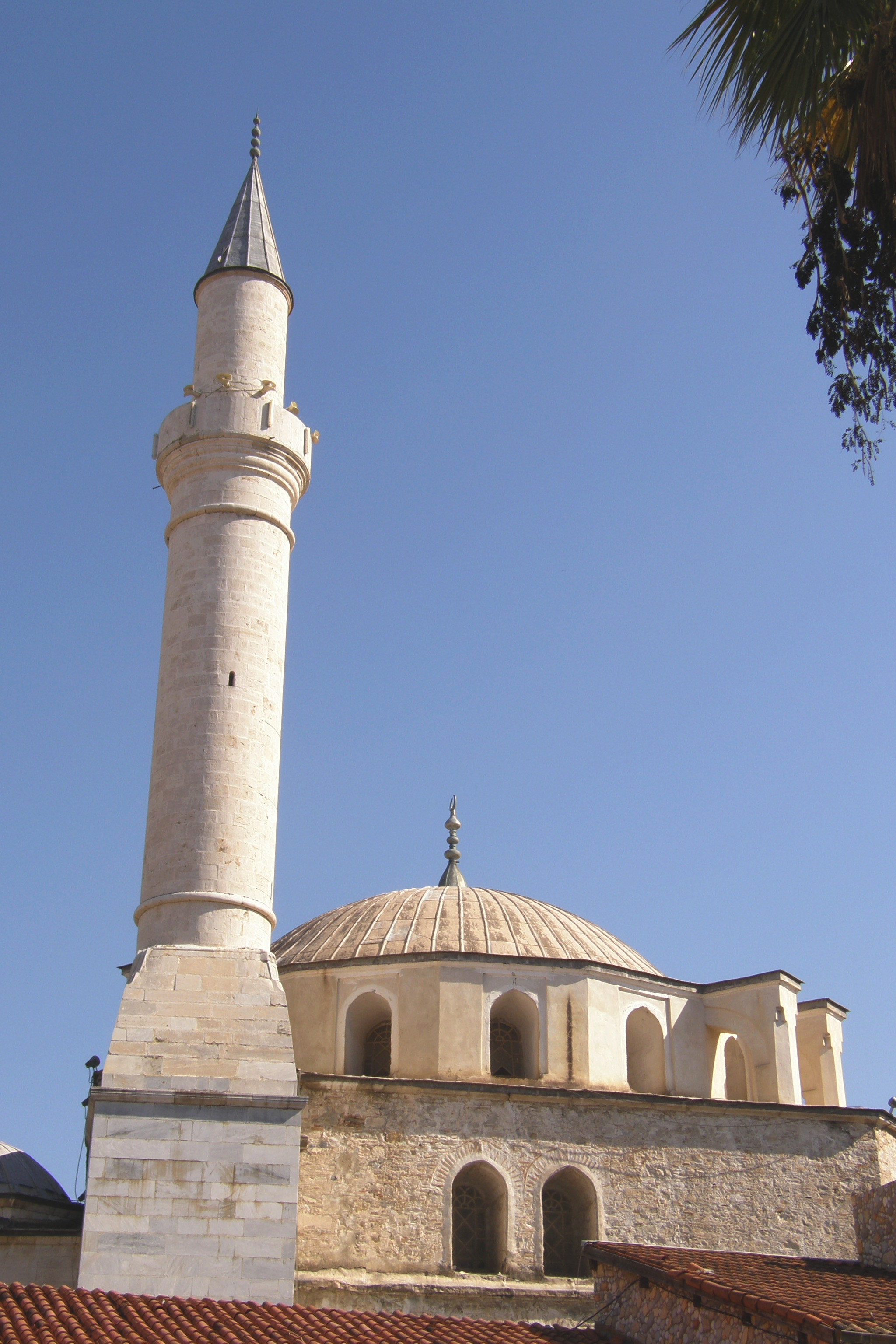
Mosquée Kaleiçi